# Eugoides coeruleipennis
Eugoides coeruleipennis är en skalbaggsart som beskrevs av Aurivillius 1903. Eugoides coeruleipennis ingår i släktet Eugoides och familjen långhorningar. Inga underarter finns listade i Catalogue of Life.